# Adrian Mifsud
Adrian Mifsud (* 11. Dezember 1974 in Ir-Rabat) ist ein ehemaliger maltesischer Fußballspieler auf der Position eines Stürmers.

## Laufbahn
Der in Ir-Rabat geborene Mifsud begann seine Laufbahn beim ortsansässigen Rabat Ajax FC, bei dem er 1995 seinen ersten Profivertrag erhielt.
Zu Beginn des neuen Jahrtausends wechselte Mifsud zum Hibernians Football Club, bei dem er bis zum Sommer 2004 spielte und in dessen Reihen er seine größten Erfolge erlebte. In der Saison 2001/02 war Mifsud mit seinen 28 Treffern erheblich am Meisterschaftsgewinn der Hibernians beteiligt und wurde in derselben Saison auch zum Fußballer des Jahres in Malta gewählt. Dass er nicht auch Torschützenkönig wurde, lag daran, dass der serbische Stürmer Danilo Dončić vom Ligarivalen Sliema Wanderers in derselben Saison 32 Tore erzielte. In der darauffolgenden Saison 2002/03 reichten Mifsud dann 18 Tore, um – gemeinsam mit Dončić und Michael Galea vom FC Birkirkara – bester Torschütze der Maltese Premier League zu sein.
In der Saison 2004/05 spielte Mifsud für den maltesischen Rekordmeister Sliema Wanderers, kam dort aber nie zur Entfaltung und erzielte in 18 Begegnungen lediglich einen Treffer. Als Trost blieb ihm aber ein weiterer Meistertitel, den er mit den Wanderers in dieser Saison gewann. Anschließend wechselte er zum Erzrivalen der Wanderers, FC Floriana, bei dem er wieder zu alter Stärke zurückfand und in 52 Spielen 27 Tore erzielte.
Anfang 2008 kehrte Mifsud noch einmal kurzzeitig zu den Hibernians Paola zurück, bevor er seine aktive Laufbahn bei seinem Heimatverein Rabat Ajax beendete.

## Erfolge
- maltesischer Meister: 2001/02, 2004/05
- Fußballer des Jahres in Malta: 2001/02
- Torschützenkönig der maltesischen Liga: 2002/03